# Edgar Facó
Edgar Facó (Beberibe, 27 de março de 1882 — Rio de Janeiro, 18 de janeiro de 1972) foi um militar brasileiro. Foi ministro do Supremo Tribunal Militar (atualmente, Superior Tribunal Militar) de 1943 a 1952.

## Carreira militar
Edgar Facó sentou praça em março de 1902. Cursou a Escola Preparatória do Realengo, no Rio de Janeiro, então capital da República (Distrito Federal) e o curso de aplicação de infantaria e cavalaria da Escola de Guerra de Porto Alegre. Foi instrutor na Faculdade de Direito de Fortaleza e na Sociedade de Tiro Nº4, no Rio Grande do Sul. Foi promovido a segundo-tenente em março de 1911.
De 1911 a 1916, serviu no Recife (PE), em Ponta Grossa (PR), em Erval (RS) e no Rio de Janeiro (DF). Promovido a primeiro-tenente em março de 1918, serviu no Paraná, em Fortaleza e em Caçapava (SP), onde se tornou comandante da 2ª e da 7ª companhias. Durante o período em que serviu no Paraná, no posto de segundo-tenente, lutou na Campanha do Contestado, em 1914.
Em 1921, foi nomeado juiz do Conselho de Justiça Militar. Atingiu o posto de capitão em 1922. Serviu em Juiz de Fora (MG) e no Rio de Janeiro.
Em 1928, foi nomeado chefe da polícia do Ceará, e em 1929 foi promovido a major. Mas, por não ter apoiado a Revolução de 1930, foi destituído do cargo.
Em 8 de abril de 1929, pelo Decreto Decreto Nº 1.251, fundou a Escola de Formação Profissional da Força Pública, objetivando fornecer instrução literária e técnico-profissional aos aspirantes ao primeiro posto do oficialato. Em 5 de fevereiro de 1953, foi acrescido o nome do criador da Escola, passando a Grupamento Escola General Edgard Facó, hoje Academia de Polícia Militar General Edgard Facó.
Em 1932, matriculou-se na Escola de Estado-Maior do Exército, no Rio de Janeiro, obtendo promoção a tenente-coronel. Em 1934, foi nomeado chefe do estado-maior na 9ª Região Militar (Campo Grande), no atual estado do Mato Grosso do Sul, posto no qual foi promovido a coronel. Exerceu o comando da circunscrição militar de Mato Grosso.
Exerceu funções de comando em Quitaúna (São Paulo), em Petrópolis (Rio de Janeiro), na cidade do Rio de Janeiro e em Minas Gerais.
Em março de 1938, foi nomeado comandante-geral da Polícia Militar do Estado do Rio de Janeiro, posto que deixou em 1940, ao ser nomeado general-de-brigada. Em 17 de novembro de 1943, assumiu o cargo de ministro do Supremo Tribunal Militar, assumindo a vaga deixada pela aposentadoria do general Raimundo Rodrigues Barbosa. Permaneceu neste cargo até 30 de janeiro de 1952, ao atingir o limite de idade então permitido. Na mesma ocasião, aposentou-se também o ministro Mário Tibúrcio Gomes Carneiro. Foi substituído pelo marechal Tristão de Alencar Araripe.
Foi promovido a general-de-divisão em janeiro de 1951 e general-de-exército em 1952.

## Vida familiar
Era filho de João Baltasar Ferreira Facó e de Francisca Campa. Foi batizado na sua cidade natal pelo pároco, o padre Laurino Justiniano Douetts, em 18 de maio de 1882.
A família Facó originou-se a partir dos Queirós. Ambas as famílias geraram muitos escritores, como a romancista Raquel de Queiroz, primeira mulher a ingressar na Academia Brasileira de Letras, e o poeta surrealista Américo Facó, ambos já falecidos.
Edgar casou-se com Leonelina Caetano Ney, nascida em Teresina, no Piauí, com quem teve os filhos Edy, Elda, Geraldo e Elsie. Também os Ney eram voltados para as letras, como o jornalista Paula Ney, conhecido por seu espírito boêmio.
Edgard Facó morreu aos 89 anos, em casa de sua filha Elda, onde vivia desde a década de 1960, quando enviuvara.

## Homenagens
Em Fortaleza, a Academia de Polícia Militar recebeu seu nome como Academia de Polícia Militar General Edgard Facó.
Ainda em Fortaleza, existe o Colégio da Polícia Militar General Edgard Facó, que recebeu o nome em razão dos relevantes serviços prestados pelo General Edgard Facó em prol da Segurança Pública do Ceará
Na cidade de São Paulo desde 1991 leva seu nome uma importante avenida na Zona Noroeste, entre os bairros de Pirituba (pista bairro/centro) e Freguesia do Ó (pista centro/bairro).